# Zu & Co.
Zu & Co. è una raccolta di Zucchero Fornaciari, pubblicata il 14 maggio 2004 in Europa, l'anno successivo negli Stati Uniti. Per presentare il suo lavoro, Zucchero decise di tenere un concerto-evento alla Royal Albert Hall di Londra il 6 maggio 2004, trasmesso in differita su RaiDue e pubblicato in DVD nel settembre del 2004. Ne seguì lo Zu & Co. Tour.

## La raccolta
Si tratta di una peculiare antologia che annovera i più grandi successi del cantante reggiano, ognuno in duetto con un celebre collega del panorama musicale mondiale. Due gli inediti: Il grande Baboomba e Indaco dagli occhi del cielo (cover del successo Everybody's Got to Learn Sometime dei The Korgis). 
Al concerto di Londra parteciparono quasi tutti gli artisti dell'album, tra cui Eric Clapton, Brian May, Ronan Keating, Luciano Pavarotti, Fehr dei Maná, Solomon Burke, Dolores O'Riordan, Tina Arena e la figlia Irene Fornaciari (che sostituisce Macy Gray in Like the sun).
Nel dicembre del 2005 viene pubblicato un cofanetto dal titolo Zu & Co. - The Ultimate Duets Collection, che include il CD di Zu & Company, il DVD del concerto alla Royal Albert Hall e un terzo disco contenente ulteriori duetti, non inediti a differenza di quelli dell'album del 2004.

## Tracce

### Versione italiana
1. Dune mosse (feat. Miles Davis) – 5:45
2. Muoio per te (feat. Sting) – 3:23
3. Indaco dagli occhi del cielo (feat. Vanessa Carlton & Haylie Ecker) – 4:04 (testo: Zucchero – musica: J. Warren) – cover inedita
4. Il grande Baboomba (feat. Mousse T.) – 3:21 (testo: Zucchero – musica: Zucchero, Mousse T.) – inedito
5. Like the Sun (From Out of Nowhere) (feat. Macy Gray & Jeff Beck) – 3:56
6. Baila Morena (feat. Maná) – 4:06
7. Ali d'oro (feat. John Lee Hooker) – 4:57
8. Blue (feat. Sheryl Crow) – 4:49
9. Pure Love (feat. Dolores O'Riordan) – 3:28
10. Wonderful World (feat. Eric Clapton) – 4:35
11. Pippo (Nasty Guy) (feat. Tom Jones) – 3:53
12. Hey Man (Sing a Song) (feat. B.B. King) – 4:38
13. Il volo (The Flight) (feat. Ronan Keating) – 4:49
14. Così celeste (feat. Cheb Mami) – 4:43
15. Diavolo in me (A Devil in Me) (feat. Solomon Burke) – 4:00
16. Senza una donna (Without a Woman) (feat. Paul Young) – 4:31
17. Il mare impetuoso al tramonto salì sulla luna e dietro una tendina di stelle... (feat. Brian May) – 3:56
18. Miserere (feat. Luciano Pavarotti & Andrea Bocelli) – 4:14

### Versione a edizione limitata
CD
Il CD contiene la versione italiana dell'album.
DVD
Il DVD contiene:
- Il Making Of dell'album, con interviste e immagini inedite
- Dune Mosse (ft. Miles Davis), su YouTube. URL consultato il 26 agosto 2016.
- Mama (ft. Stevie Ray Vaughan), su YouTube. URL consultato il 26 agosto 2016.

### Versione internazionale
1. Dune mosse (feat. Miles Davis) – 5:45
2. Muoio per te (feat. Sting) – 3:23
3. Everybody's Got to Learn Sometime (feat. Vanessa Carlton & Haylie Ecker) – 4:04 (J. Warren) – cover inedita
4. Mama Get Real (feat. Mousse T.) – 3:21 (testo: Zucchero, E. Rennals – musica: Zucchero, Mousse T.) – inedito
5. Like the Sun (From Out of Nowhere) (feat. Macy Gray & Jeff Beck) – 3:56
6. Baila Morena (feat. Maná) – 4:06
7. I Lay Down (feat. John Lee Hooker) – 4:57
8. Blue (feat. Sheryl Crow) – 4:49
9. Pure Love (feat. Dolores O'Riordan) – 3:28
10. Wonderful World (feat. Eric Clapton) – 4:35
11. Pippo (Nasty Guy) (feat. Tom Jones) – 3:53
12. Hey Man (Sing a Song) (feat. B.B. King) – 4:38
13. The Flight (feat. Ronan Keating) – 4:49
14. Così celeste (feat. Cheb Mami) – 4:43
15. Diavolo in me (A Devil in Me) (feat. Solomon Burke) – 4:00
16. Senza una donna (Without a Woman) (feat. Paul Young) – 4:31
17. Il mare impetuoso al tramonto salì sulla luna e dietro una tendina di stelle... (feat. Brian May) – 3:56
18. Miserere (feat. Luciano Pavarotti & Andrea Bocelli) – 4:14

### Versione americana
1. I Lay Down (feat. John Lee Hooker) – 4:57
2. Blue (feat. Sheryl Crow) – 4:49
3. Pure Love (feat. Dolores O'Riordan) – 3:28
4. Baila Morena (feat. Maná) – 4:06
5. Dune mosse (feat. Miles Davis) – 5:45
6. Muoio per te (feat. Sting) – 3:23
7. Everybody's Got to Learn Sometime (feat. Vanessa Carlton & Haylie Ecker) – 4:04 (J. Warren) – cover inedita
8. Like the Sun (From Out of Nowhere) (feat. Macy Gray & Jeff Beck) – 3:56
9. Wonderful World (feat. Eric Clapton) – 4:35
10. Hey Man (Sing a Song) (feat. B.B. King) – 4:38
11. Così celeste (feat. Cheb Mami) – 4:43
12. Senza una donna (Without a Woman) (feat. Paul Young) – 4:31
13. Diavolo in me (A Devil in Me) (feat. Solomon Burke) – 4:00
14. Miserere (feat. Luciano Pavarotti & Andrea Bocelli) – 4:14

### Versione spagnola
1. Dune mosse (feat. Miles Davis) – 5:45
2. Muoio per te (feat. Sting) – 3:23
3. Indaco dagli occhi del cielo (feat. Vanessa Carlton & Haylie Ecker) – 4:04 (testo: Zucchero – musica: J. Warren) – cover inedita
4. El gran Baboomba (feat. Mousse T.) – 3:21 (testo: Zucchero, E. Rennals, Nuria & Raquel Diaz – musica: Zucchero, Mousse T.) – inedito
5. Like the Sun (From Out of Nowhere) (feat. Macy Gray & Jeff Beck) – 3:56
6. Baila Morena (feat. Maná) – 4:06
7. Ali d'oro (feat. John Lee Hooker) – 4:57
8. Blue (feat. Sheryl Crow) – 4:49
9. Pure Love (feat. Dolores O'Riordan) – 3:28
10. Wonderful World (feat. Eric Clapton) – 4:35
11. Pippo (Nasty Guy) (feat. Tom Jones) – 3:53
12. Hey Man (Sing a Song) (feat. B.B. King) – 4:38
13. Il volo (The Flight) (feat. Ronan Keating) – 4:49
14. Così celeste (feat. Cheb Mami) – 4:43
15. Diavolo in me (A Devil in Me) (feat. Solomon Burke) – 4:00
16. Senza una donna (Without a Woman) (feat. Paul Young) – 4:31
17. Il mare impetuoso al tramonto salì sulla luna e dietro una tendina di stelle... (feat. Brian May) – 3:56
18. Miserere (feat. Luciano Pavarotti & Andrea Bocelli) – 4:14

### Versione spagnola internazionale
1. Dune mosse (feat. Miles Davis) – 5:45
2. Muoio per te (feat. Sting) – 3:23
3. Everybody's Got to Learn Sometime (feat. Vanessa Carlton & Haylie Ecker) – 4:04 (J. Warren) – cover inedita
4. El gran Baboobmba (feat. Mousse T.) – 3:21 (testo: Zucchero, E. Rennals, Nuria & Raquel Diaz – musica: Zucchero, Mousse T.) – inedito
5. Like the Sun (From Out of Nowhere) (feat. Macy Gray & Jeff Beck) – 3:56
6. Baila Morena (feat. Maná) – 4:06
7. I Lay Down (feat. John Lee Hooker) – 4:57
8. Blue (feat. Sheryl Crow) – 4:49
9. Pure Love (feat. Dolores O'Riordan) – 3:28
10. Wonderful World (feat. Eric Clapton) – 4:35
11. Pippo (Nasty Guy) (feat. Tom Jones) – 3:53
12. Hey Man (Sing a Song) (feat. B.B. King) – 4:38
13. The Flight (feat. Ronan Keating) – 4:49
14. Così celeste (feat. Cheb Mami) – 4:43
15. Diavolo in me (A Devil in Me) (feat. Solomon Burke) – 4:00
16. Senza una donna (Without a Woman) (feat. Paul Young) – 4:31
17. Il mare impetuoso al tramonto salì sulla luna e dietro una tendina di stelle... (feat. Brian May) – 3:56
18. Miserere (feat. Luciano Pavarotti & Andrea Bocelli) – 4:14

### Versione francese
1. Dune mosse (feat. Miles Davis) – 5:45
2. Muoio per te (feat. Sting) – 3:23
3. Everybody's Got to Learn Sometime (feat. Vanessa Carlton & Haylie Ecker) – 4:04 (J. Warren) – cover inedita
4. Il grande Baboomba (feat. Mousse T.) – 3:21 (testo: Zucchero, E. Rennals – musica: Zucchero, Mousse T.) – inedito
5. Like the Sun (From Out of Nowhere) (feat. Macy Gray & Jeff Beck) – 3:56
6. Baila morena (feat. Maná) – 4:06
7. Ali d'oro (feat. John Lee Hooker) – 4:57
8. Blue (feat. Sheryl Crow) – 4:49
9. Pure Love (feat. Dolores O'Riordan) – 3:28
10. Wonderful World (feat. Eric Clapton) – 4:35
11. Pippo (Nasty Guy) (feat. Tom Jones) – 3:53
12. Mama (feat. Johnny Hallyday) – 4:38
13. The Flight (feat. Ronan Keating) – 4:49
14. Così celeste (feat. Cheb Mami) – 4:43
15. Diavolo in me (A Devil in Me) (feat. Solomon Burke) – 4:00
16. Senza una donna (Without a Woman) (feat. Paul Young) – 4:31
17. I'm in Trouble (feat. Tina Arena) – 3:56
18. Miserere (feat. Luciano Pavarotti & Andrea Bocelli) – 4:14

La versione natalizia francese contiene Indaco dagli occhi del cielo al posto di Così celeste.

### Versione olandese
1. Dune mosse (feat. Miles Davis) – 5:45
2. Muoio per te (feat. Sting) – 3:23
3. Everybody's Got to Learn Sometime (feat. Vanessa Carlton & Haylie Ecker) – 4:04 (J. Warren) – cover inedita
4. Mama Get Real (feat. Mousse T.) – 3:21 (testo: Zucchero, E. Rennals – musica: Zucchero, Mousse T.) – inedito
5. Like the Sun (From Out of Nowhere) (feat. Macy Gray & Jeff Beck) – 3:56
6. Baila Morena (feat. Maná) – 4:06
7. I Lay Down (feat. John Lee Hooker) – 4:57
8. Blue (feat. Ilse DeLange) – 4:49
9. Pure Love (feat. Dolores O'Riordan) – 3:28
10. Wonderful World (feat. Eric Clapton) – 4:35
11. Pippo (Nasty Guy) (feat. Tom Jones) – 3:53
12. Hey Man (Sing a Song) (feat. B.B. King) – 4:38
13. The Flight (feat. Ronan Keating) – 4:49
14. Così celeste (feat. Cheb Mami) – 4:43
15. Diavolo in me (A Devil in Me) (feat. Solomon Burke) – 4:00
16. Senza una donna (Without a Woman) (feat. Paul Young) – 4:31
17. Il mare impetuoso al tramonto salì sulla luna e dietro una tendina di stelle... (feat. Brian May) – 3:56
18. Miserere (feat. Luciano Pavarotti & Andrea Bocelli) – 4:14

### Versione svedese
1. Dune mosse (feat. Miles Davis) – 5:45
2. Muoio per te (feat. Sting) – 3:23
3. Everybody's Got to Learn Sometime (feat. Vanessa Carlton & Haylie Ecker) – 4:04 (J. Warren) – cover inedita
4. Like the Sun (From Out of Nowhere) (feat. Macy Gray & Jeff Beck) – 3:56
5. Baila Morena (feat. Maná) – 4:06
6. I Lay Down (feat. John Lee Hooker) – 4:57
7. Blue (feat. Sheryl Crow) – 4:49
8. Pure Love (feat. Dolores O'Riordan) – 3:28
9. Wonderful World (feat. Eric Clapton) – 4:35
10. Pippo (Nasty Guy) (feat. Tom Jones) – 3:53
11. Hey Man (Sing a Song) (feat. B.B. King) – 4:38
12. The Flight (feat. Ronan Keating) – 4:49
13. Così celeste (feat. Cheb Mami) – 4:43
14. Diavolo in Me (A Devil in Me) (feat. Solomon Burke) – 4:00
15. Senza una donna (Without a Woman) (feat. Paul Young) – 4:31
16. Il mare impetuoso al tramonto salì sulla luna e dietro una tendina di stelle... (feat. Brian May) – 3:56
17. Miserere (feat. Luciano Pavarotti & Andrea Bocelli) – 4:14
18. Va, pensiero (feat. Sinéad O'Connor) – 4:10

### Versione australiana
1. Dune mosse (feat. Miles Davis) – 5:45
2. Muoio per te (feat. Sting) – 3:23
3. Everybody's Got to Learn Sometime (feat. Vanessa Carlton & Haylie Ecker) – 4:04 (J. Warren) – cover inedita
4. Mama Get Real (feat. Mousse T.) – 3:21 (testo: Zucchero, E. Rennals – musica: Zucchero, Mousse T.) – inedito
5. Like the Sun (From Out of Nowhere) (feat. Macy Gray & Jeff Beck) – 3:56
6. Baila Morena (feat. Maná) – 4:06
7. I Lay Down (feat. John Lee Hooker) – 4:57
8. Blue (feat. Sheryl Crow) – 4:49
9. Pure Love (feat. Dolores O'Riordan) – 3:28
10. Wonderful World (feat. Eric Clapton) – 4:35
11. Pippo (Nasty Guy) (feat. Tom Jones) – 3:53
12. Hey Man (Sing a Song) (feat. B.B. King) – 4:38
13. The Flight (feat. Ronan Keating) – 4:49
14. I'm in Trouble (feat. Tina Arena) – 4:55
15. Diavolo in me (A Devil in Me) (feat. Solomon Burke) – 4:00
16. Senza una donna (Without a Woman) (feat. Paul Young) – 4:31
17. Il mare impetuoso al tramonto salì sulla luna e dietro una tendina di stelle... (feat. Brian May) – 3:56
18. Miserere (feat. Luciano Pavarotti & Andrea Bocelli) – 4:14

### Zu & Co. - The Ultimate Duets Collection(2005)
CD1
Il CD1 contiene la versione italiana dell'album pubblicato nel 2004.
CD2
1. Mama (feat. Stevie Ray Vaughan)
2. Diamante (feat. Randy Crawford)
3. I’m in Trouble (feat. Tina Arena)
4. Who Will the Next Fool Be? (feat. Mark Knopfler, Jools Holland, Scotty Moore & D.J. Fontana)
5. Eres mi religion (feat. Maná)
6. Mama Get Real (feat. Mousse T.) (remix)
7. Io vivo (in te) (feat. Bryan Adams)
8. Let the Good Times Roll (feat. B.B. King)
9. Un oceano di silenzi (feat. Sérgio Mendes)
10. Va, pensiero (feat. Sinéad O'Connor)
11. Before You Accuse Me (feat. Buddy Guy)
12. Un piccolo aiuto (feat. Eric Clapton)

DVD - Live at the Royal Albert Hall (2004)
Il DVD contiene la registrazione del concerto alla Royal Albert Hall, preludio dello Zu & Co. Tour.
1. Dune mosse (with Miles Davis) – 5:49
2. Dindondio  – 4:44
3. Rossa mela della sera  – 5:36
4. Il grande Baboomba (with Mousse T) – 4:17
5. Like the Sun (From Out of Nowhere) (with Irene Fornaciari) – 3:56
6. Everybody's Got to Learn Sometime (with Jenny Bae) – 5:02
7. I'm in Trouble (with Tina Arena) – 5:20
8. Baila morena (with Maná) – 4:30
9. Ali d'oro (with John Lee Hooker) – 5:59
10. Senza una donna (Without a Woman) (with Paul Young) – 5:16
11. Pure Love (with Dolores O'Riordan) – 4:15
12. Diavolo in me (A Devil in Me) (with Solomon Burke) – 6:04
13. Il volo (The Flight) (with Ronan Keating) – 5:51
14. Così celeste (with Cheb Mami) – 6:10
15. Madre dolcissima (with Brian May)  - 7:50
16. Il Mare Impetuoso al Tramonto Salì sulla Luna e Dietro una Tendina di Stelle... (with Brian May) – 4:50
17. Hey Man (with Eric Clapton) – 4:55
18. Wonderful World (with Eric Clapton) – 5:39
19. Miserere (with Luciano Pavarotti) – 6:41
20. Solo una sana e consapevole libidine salva il giovane dallo stress e dall'Azione Cattolica...
21. Shake – 4:45
22. Diamante – 6:27
23. X colpa di chi? – 6:18
24. Hai scelto me – 4:57

### Night Of The Proms 2014 Limited Edition(2014)
CD1
Il CD1 contiene una cernita di brani rimasterizzati appositamente selezionata dalla raccolta All the Best.
CD2
Il CD2 contiene la versione internazionale di Zu & Co. appositamente rimasterizzata.

## I video musicali
- Il grande Baboomba, su YouTube.
- Indaco dagli occhi del cielo, su YouTube.
- Così celeste (live, ft. Cheb Mami), su YouTube.

## Successo commerciale
In Italia, oltre ad aver raggiunto la prima posizione della classifica ufficiale per 3 settimane non consecutive, è rimasto per 88 settimane in classifica vendendo più di 500 000 copie, guadagnando il disco di diamante e risultando il secondo album più venduto in Italia nel 2004.
La prima posizione viene raggiunta anche in Svizzera per 3 settimane (con successivo doppio platino), in Belgio-Vallonia per 2 settimane. In Francia rimane in classifica 65 settimane vendendo oltre 250 000 copie, in Svizzera 42, in Vallonia 36, in Austria 32, dove ha ricevuto una nomination agli Amadeus Awards, nella categoria album internazionale dell'anno nel 2005, ed in Germania 27. Questo successo porta Zu & Co a più di 1 000 000 di copie vendute in Europa e alla 21ª posizione della classifica World Albums Top 40 durante la settimana 23 del 2004. Nel 2005 il disco esce negli Stati Uniti su etichetta Concorde Records debuttando al numero 85 della prestigiosa Billboard 200 e rimanendo in classifica sette settimane, fatto raro per un cantante italiano. Il disco ha raggiunto le 500 000 copie vendute in terra statunitense che fruttano un disco d'oro, grazie anche alla distribuzione nei locali della catena Starbucks. Del successo di Zucchero negli Stati Uniti, hanno parlato anche il Wall Street Journal Europe e il Los Angeles Times. Si stima che il disco abbia superato 1 000 000 di copie vendute nel mondo nella settimana 31 del 2004.
L'album ha venduto 350 000 copie, in Europa, nei primi 10 giorni dall'uscita.

### Copie vendute nel mondo
| Settimana (2004) | Stima copie vendute |
| ---------------- | ------------------- |
| 17-23/5          | 89.600              |
| 24-30/5          | 87.800              |
| 31/5-6/6         | 84.600              |
| 7-13/6           | 105.600             |
| 14-20/6          | 102.200             |
| 21-27/6          | 101.100             |
| 28/6-4/7         | 88.600              |
| 5-11/7           | 78.000              |
| 12-18/7          | 81.300              |
| 19-25/7          | 100.600             |
| 26/7-1/8         | 80.100              |
| 2-8/8            | 70.000              |
| 9-15/8           | 68.500              |
| 16-22/8          | 72.700              |
| 23-29/8          | 59.800              |
| 6-12/9           | 51.800              |
| 20-26/9          | 52.000              |

## Classifiche

### Classifiche settimanali
| Classifica (2004)          | Posizione massima |
| -------------------------- | ----------------- |
| Austria                    | 1                 |
| Belgio (Fiandre)           | 26                |
| Belgio (Vallonia)          | 1                 |
| Europa                     | 5                 |
| Francia                    | 11                |
| Germania                   | 4                 |
| Grecia                     | 37                |
| Italia                     | 1                 |
| Mondo                      | 16                |
| Paesi Bassi                | 14                |
| Portogallo                 | 22                |
| Regno Unito                | 160               |
| Slovenia                   | 1                 |
| Spagna                     | 27                |
| Svizzera                   | 1                 |
| Classifica (2005)          | Posizione massima |
| Argentina                  | 14                |
| Stati Uniti                | 84                |
| Stati Uniti (World Albums) | 1                 |
| Classifica (2006)          | Posizione massima |
| Francia                    | 12                |
| Grecia                     | 2                 |
| Italia                     | 54                |
| Classifica (2009)          | Posizione massima |
| Austria                    | 32                |
| Classifica (2013)          | Posizione massima |
| Austria                    | 55                |
| Classifica (2014)          | Posizione massima |
| Svizzera                   | 37                |

### Classifiche settimanali DVD
| Paese       | Posizione massima |
| ----------- | ----------------- |
| Argentina   | 14                |
| Austria     | 2                 |
| Italia      | 2                 |
| Paesi Bassi | 5                 |
| Portogallo  | 9                 |
| Svizzera    | 1                 |

### Classifiche di fine anno
| Classifica (2004)          | Posizione |
| -------------------------- | --------- |
| Austria                    | 9         |
| Belgio (Vallonia)          | 40        |
| Europa                     | 16        |
| Francia                    | 89        |
| Germania                   | 41        |
| Italia                     | 11        |
| Italia (Dvd)               | 10        |
| Paesi Bassi                | 76        |
| Svizzera                   | 4         |
| Slovenia                   | 6         |
| Classifica (2005)          | Posizione |
| Germania                   | 474       |
| Italia                     | 54        |
| Italia (Dvd)               | 20        |
| Classifica (2006)          | Posizione |
| Grecia                     | 31        |
| Classifica (2007)          | Posizione |
| Paesi Bassi (Edizione DVD) | 32        |